# Dama de Elche
La Dama de Elche es una escultura íbera realizada en piedra caliza entre los siglos V y IV a. C.. Se trata de un busto que representa una dama, ricamente ataviada, cuyo rostro muestra unas facciones idealizadas. En la cabeza lleva un tocado compuesto por una tiara cubierta por un velo, una diadema sobre la frente y, en los laterales, dos rodetes que enmarcan el rostro y en los que iría recogido el peinado.
La espalda y los hombros aparecen cubiertos con un manto que, en su parte frontal, deja al descubierto tres collares con anforillas y porta-amuletos, pendientes de placas e ínfulas a los lados del rostro y una fíbula que cierra la túnica. En la parte posterior posee una oquedad que sugiere su posible uso como urna funeraria. Originalmente estuvo policromada y con los ojos rellenos de pasta vítrea.
La pieza fue hallada casualmente en 1897 en el yacimiento de La Alcudia (Elche, Alicante) y, tras el interés mostrado por el hispanista francés Pierre Paris, fue comprada por el Museo del Louvre. En 1941, fruto de un intercambio de obras de arte entre España y Francia, regresó junto con otras obras y se depositó en el Museo del Prado, y en 1971 pasó a formar parte de los fondos del Museo Arqueológico Nacional de España, en Madrid.

## Contexto histórico
La cultura ibérica, desarrollada entre el siglo VI a. C. y el cambio de era en toda la vertiente oriental de la península ibérica, alcanzó un grado de perfección muy alto en sus manifestaciones materiales en un momento en el que, debido al desarrollo de grandes estados mediterráneos, se establecieron relaciones comerciales desde Oriente Próximo hasta las costas atlánticas.

Desde finales de la Edad del Bronce se habían desarrollado unas estructuras jerárquicas cuyas élites gestionaban la producción y el transporte de las mercancías locales, recursos mineros y productos derivados de la agricultura y ganadería, de cara a su comercialización. Esa explotación del territorio implicó una red organizada de asentamientos que contaba con un núcleo principal y un conjunto de aldeas y explotaciones agrícolas que abastecían a la ciudad y generaban los excedentes necesarios para el comercio. Los lugares de culto, como templos, se ubicaban en ciudades y centros destacados que, por tanto, aunaban importancia económica y religiosa.

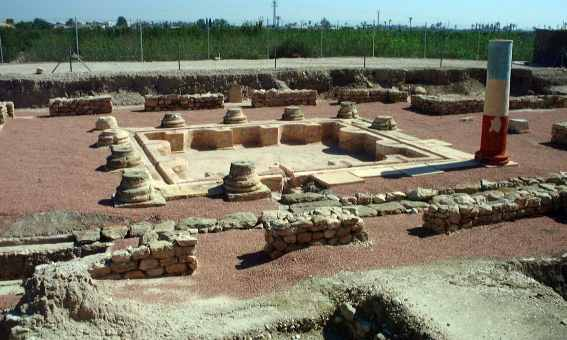
Ruinas romanas en La Alcudia

En este contexto, La Alcudia de Elche cumplió un papel destacado como centro de referencia en torno al curso de los ríos Vinalopó y Segura, y su ocupación abarcó desde tiempos prehistóricos hasta el periodo visigodo. En un primer momento, la elección de su ubicación se debió a la calidad de sus suelos, que permitiría una destacada rentabilidad agrícola. A partir del siglo VIII a. C., la incidencia del comercio fenicio se dejó sentir en la zona; se produjo un cambio en la estructura del hábitat y se introdujeron objetos del Mediterráneo Oriental.
Desde finales del siglo VI a. C., y en relación con el comercio griego, se multiplicaron los asentamientos costeros y La Alcudia adquirió un papel central, con una extensión cercana a las diez hectáreas. Se desarrolló un urbanismo complejo, que perduró hasta época romana (Colonia Iulia Ilici Augusta), y se convirtió en un destacado centro escultórico gracias a las canteras de piedra local.
Las guerras entre Cartago y Roma afectaron a la zona; el núcleo urbano sufrió destrucción en la segunda mitad del siglo III a. C., tras el cual se intensificó la influencia del mundo púnico no solo en el ámbito comercial sino también en las creencias. En la iconografía predominan los símbolos asociados a la figura femenina, a carnívoros y rapaces y a motivos florales, frente a las imágenes de la aristocracia del área edetana. En torno a Ilici se concentraron especialmente las representaciones femeninas.

## Historia

### Hallazgo y venta
El 4 de agosto de 1897, en la loma de La Alcudia, Elche, se estaban llevando a cabo una serie de labores agrícolas. Durante un descanso de los jornaleros, el joven Manuel Campello Esclápez, que ayudaba a su familia en las tareas, cogió un pico y empezó a trabajar. Al poco rato se topó con una piedra que, al sacarla, resultó ser el rostro de una figura; avisó al resto de compañeros y uno de ellos, Antonio Maciá, terminó de extraerla. La escultura estaba asentada sobre una base de losas de piedra, por delante estaba cubierto de tierra mientras que la espalda y los laterales estaban protegidos por losas. Esta versión, desconocida hasta 1940, difiere del informe oficial redactado por Pere Ibarra a los pocos días del descubrimiento; en la versión oficial, fue Antonio Maciá, bracero contratado, quien encontró la Dama.
Después de avisar al capataz, Antonio Galiana Sánchez, esperaron al dueño del terreno, el doctor Manuel Campello, quien ordenó trasladar el busto a su casa en Elche. La noticia del hallazgo de la Reina mora se difundió rápidamente y, para facilitar su contemplación por los vecinos, el doctor la instaló sobre un mueble en uno de los balcones que daba a la calle. Pedro Ibarra Ruiz, arqueólogo y cronista de Elche, redactó un documento el 14 de agosto de 1897, difundió el hallazgo en la prensa local y tomó las primeras fotografías. Hizo llegar alguna de ellas al académico José Ramón Mélida, al director del Museo Arqueológico Nacional, Juan de Dios de la Rada, y al arqueólogo alemán Emil Hübner.
Días después del hallazgo, el arqueólogo y profesor Pierre Paris, de la Universidad de Burdeos, llegó a Elche invitado por Pedro Ibarra para disfrutar de las fiestas de la Asunción. Juntos fueron a casa del doctor Campello para contemplar la pieza y, a continuación, Pierre Paris envió una fotografía al Museo del Louvre en París. Al frente de su Departamento de Antigüedades Orientales se encontraba Léon Heuzey, quien tenía a Edmond Potier como colaborador; ambos vieron la fotografía e iniciaron los trámites para que el museo comprase la escultura. El conservador Léon Paris adelantó el dinero que luego le daría el banquero Noel Bardac, dueño desde ese momento del busto que posteriormente donó al museo.
Pierre Paris recibió un telegrama en el que le decían que ofreciera entre mil y cuatro mil francos; junto con Pedro Ibarra fueron a casa del doctor Campello y este, en un primer momento, se mostró reticente a deshacerse de la obra pero finalmente decidió venderla por 4000 francos. El contrato de venta se firmó el 18 de agosto y la escultura salió de Elche el 30 de agosto hacia Alicante, donde embarcó con destino a Marsella.

### Repercusión del hallazgo
Pedro Ibarra había dado fe del descubrimiento a la prensa local, a organismos oficiales y a personalidades científicas. Uno de esos organismos fue el Museo Arqueológico Nacional que, según Ramos Folqués, recibió la noticia el 11 de agosto de 1897 y cuya contestación, en la que no parecía mostrar especial interés por el busto, tuvo lugar el 17 de agosto. Sin embargo, dicha correspondencia no consta en el archivo del Museo por lo que, o bien nunca existió o bien no se ha conservado.
Una de las primeras personalidades que valoró la pieza fue José Ramón Mélida, quien publicó un artículo en la Revista de Archivos, Bibliotecas y Museos (1897) y en el Boletín de la Real Academia de la Historia (1897); en él reproducía dos fotografías del busto e interpretaba la pieza como la mitad superior de una escultura completa de mujer y relacionaba sus joyas con las esculturas del Cerro de los Santos.
En la prensa la repercusión no fue muy grande porque en aquel momento sucedían acontecimientos de gran relevancia, como el asesinato de Cánovas del Castillo el 7 de agosto de 1897 o la guerra de Cuba. El primer diario que difundió la noticia fue La Correspondencia de Alicante, en el que se publicó un artículo de Pedro Ibarra el 8 de agosto de 1897, aunque con fecha de 7 de agosto. Otros diarios que publicaron la noticia fueron La Ilustración Española y Americana, La Ilustración Ibérica y La Ilustración Artística.
Pedro Ibarra mostró su malestar por la venta de la pieza a través de varios escritos, conocidos como Efemérides Ilicitanas; en ellos dejó claro que no tuvo nada que ver con la venta y que el doctor Campello actuó en cuanto recibió la primera oferta. También varios periódicos se hicieron eco de la venta; el 27 de octubre de 1897, el Heraldo de Madrid publicó una carta de Félix de Montemar a Juan Facundo Riaño en el que le pedía que hiciera lo posible para establecer en España unas leyes que protegiesen el patrimonio y evitasen su salida del país. El 8 de noviembre de 1897, El País publicó una carta de Pedro Ibarra al director del Heraldo de Madrid en la que justificaba la decisión del doctor Campello al no haber recibido ninguna oferta de compra por parte del Museo Arqueológico Nacional.

### La Dama en París
Antes de la llegada de la Dama a París, la revista Hebdomadaire publicó una noticia sobre el descubrimiento de la obra y su próxima llegada a la ciudad. Una vez en París, fue presentada por M. Léon Heuzey, conservador del Museo del Louvre, en la Academia de Inscripciones y Bellas Letras el 24 de septiembre de 1897. Esta presentación fue reseñada en la revista L'illustration el 2 de octubre del mismo año y en ella se describía la escultura como española con influencias orientales. Desde ese momento fue conocida como Dama de Elche, por alusión a su lugar de origen.
En el Museo del Louvre fue expuesta en el Departamento de Antigüedades Orientales en diciembre de 1897. Al principio se instaló en la Sala de Sarzec, junto a las esculturas de Palmira, pero fue trasladada a la Sala XVI, donde se colocó en una vitrina. Desde septiembre de 1908 se expuso también una reproducción, obra de Ignacio Pinazo, en la Sala VI o Ibérica, junto con el resto de la colección de escultura ibérica.
Desde entonces, diversos investigadores estudiaron la pieza. Uno de ellos fue Emil Hübner, a quien Pedro Ibarra comunicó la noticia del hallazgo. Sus primeras impresiones las plasmó en una carta al mismo Pedro Ibarra, con fecha del 14 de agosto de 1897, pero un estudio más detallado fue recogido en la Crónica del Instituto Arqueológico de Alemania, con un artículo titulado Die buste von Ilici (1898). En este, calificaba la obra como «genuinamente ibérica» y la ponía en relación con el resto de esculturas del Cerro de los Santos.
A finales de los años veinte se dieron las primeras propuestas, por parte de Pierre Paris, para que la Dama regresáse a España, concretamente a la Casa de Velázquez, tal y como recogía El Imparcial el 28 de noviembre de 1928. Sin embargo, los responsables franceses de tal decisión lo denegaron. Posteriormente, el 9 de mayo de 1935, el embajador español en Francia, Juan de Cárdenas, escribió a Francisco Javier Sánchez Cantón, subdirector del Museo del Prado, que había hablado con el ministro de Educación de Francia la posibilidad de intercambiar la Dama de Elche por alguna obra de arte francesa disponible en el Museo del Prado.
Después de la guerra civil, durante la cual esos primeros contactos quedarían interrumpidos, en 1940 se retomaron las gestiones. El 3 de julio de ese año se designó a Francisco Íñiguez Almech, Comisario General del Servicio de Defensa del Patrimonio Artístico Nacional, Joaquín María de Navascués, Luis Pérez Bueno y Marcelino Macarrón para que investigasen los depósitos de objetos artísticos robados y existentes en Francia. El 19 de septiembre, Macarrón y Pérez Bueno escribieron una carta sobre su estancia en París en la que también aludían a un informe de José María de Navascués relativo a las obras que debían traerse de los museos del Louvre y Cluny, e indicaban las piezas que España podía entregar a cambio.
El 24 de septiembre del mismo año, el embajador José Félix de Lequerica escribió al ministro de Asuntos Exteriores Ramón Serrano Suñer anunciando que ya se habían realizado los contactos con los directores de museos franceses para recobrar obras de arte de especial interés para España, entre las cuales se encontraban la Dama de Elche, la Concepción de Murillo, el tesoro de Guarrazar, los capiteles de Montealegre, el estelón de Tajo Montero, la colección de esculturas hispánicas del Museo del Louvre y algunos documentos del Archivo General de Simancas.
El 25 de noviembre el Consejo de Ministros autorizó al director general de Bellas Artes para que prosiguiera las gestiones de forma oficial (hasta entonces eran de carácter oficioso) y señaló el conjunto de obras francesas y españolas que serían parte del intercambio. Finalmente, el 21 de diciembre de 1940 se firmó en París el convenio de intercambio por Francisco Íñiguez, en representación del gobierno español, y por Louis Hautecoeur, director general de Bellas Artes, representante del gobierno francés.

### Regreso a España
Pese a que todavía no se había firmado el convenio del 21 de diciembre, de cara al día de la Concepción (8 de diciembre) llegó a España la primera de las obras del canje, la Inmaculada de Murillo. Este hecho fue hablado por Pérez Bueno y Macarrón al Ministro de Instrucción Pública francés en octubre de 1940, aunque la opinión sobre el mismo fue que Petain decidió adelantarse al acuerdo definitivo como muestra de buena voluntad y como agradecimiento a Franco por su neutralidad en la guerra.
El cuadro fue recogido en la frontera por Luis Monreal Tejada, Comisario del Servicio de Defensa del Patrimonio Artístico Nacional, y llegó a Madrid el 7 de diciembre. El Patronato del Museo del Prado, con fecha de 9 de diciembre, recogía en sus actas la decisión del gobierno de aceptar el intercambio y proponía que la Dama de Elche se quedase en el museo en compensación por las obras que saldrían de sus fondos hacia Francia.
El 8 de febrero de 1941 llegaron más piezas del intercambio a través de Irún, las procedentes de París, y de Portbou, las procedentes de Montauban. Por esta última frontera pasó la Dama, en un vagón especial, acompañada por René Huyghe, conservador de pintura del Museo del Louvre. En total se recogieron 35 cajas en nombre del gobierno español. El vagón fue escoltado por la Policía Armada hasta Barcelona y al día siguiente el tren llegó a Atocha, donde fue recibido por el marqués de Lozoya (director general de Bellas Artes) y por Paul Guinard (director del Instituto Francés), entre otros.

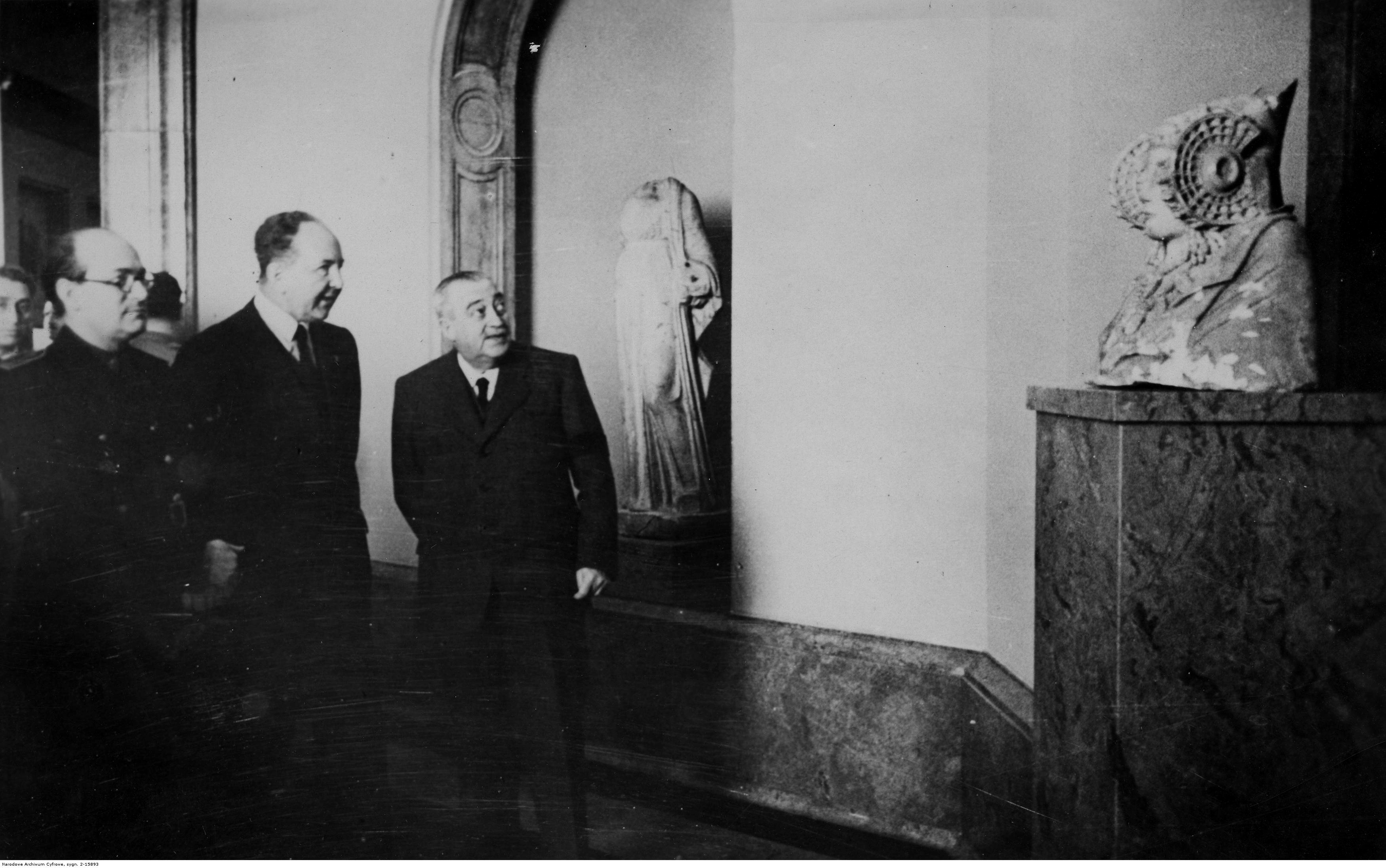
El embajador alemán en Madrid, Hans-Heinrich Dieckhoff (segundo desde la izquierda) y el ministro español de Educación José Ibáñez Martín (primero desde la izquierda) visitan las salas del Museo del Prado en 1944

El 11 de febrero llegaron a Irún los documentos del Archivo de Simancas y al día siguiente fueron recibidos en Madrid. El Museo del Prado, de la mano de su director Fernando Álvarez de Sotomayor, firmó la recepción de todas las obras el 26 de febrero, y el 27 de junio se firmó el Acta de Entrega en el Ministerio de Asuntos Exteriores por parte de Serrano Súñez y el embajador de Francia, Pietri. Acto seguido fue inaugurada en el Museo del Prado una exposición con las obras más representativas del intercambio, entre ellas la Inmaculada de Murillo, la Dama de Elche, parte de las coronas de Guarrazar, la diadema de Ribadeo, el Timaterio de Calaceite y una selección de documentos del Archivo de Simancas.
Durante las semanas siguientes se decidieron las obras que España entregaría a Francia, entre ellas el Retrato de Antonio de Covarrubias, de El Greco, un Retrato de Mariana de Austria, de Velázquez, o el tapiz La riña en la Venta Nueva, de Goya. La lista completa de obras fue publicada el 20 de julio por el Journal Officiel de l'État Frangais (n.º 3039 Ley de 19 de julio de 1941 que regula el intercambio artístico franco-español) y su recepción se acompañó, al igual que en el caso español, de una exposición en el Museo Vieux-Vichy, cuya inauguración tuvo lugar el 24 de septiembre y a la que asistió el Mariscal Petain.
La Dama permaneció en el Museo del Prado (número de catálogo E433) durante 30 años, desde que regresó a España hasta 1971, año en el que por Orden Ministerial del 29 de enero se incorporó a la colección permanente del Museo Arqueológico Nacional, con número de inventario 1971/10/1. Entre tanto, en 1965 la obra volvió a tierras ilicitanas con motivo del séptimo centenario del Misterio de Elche.

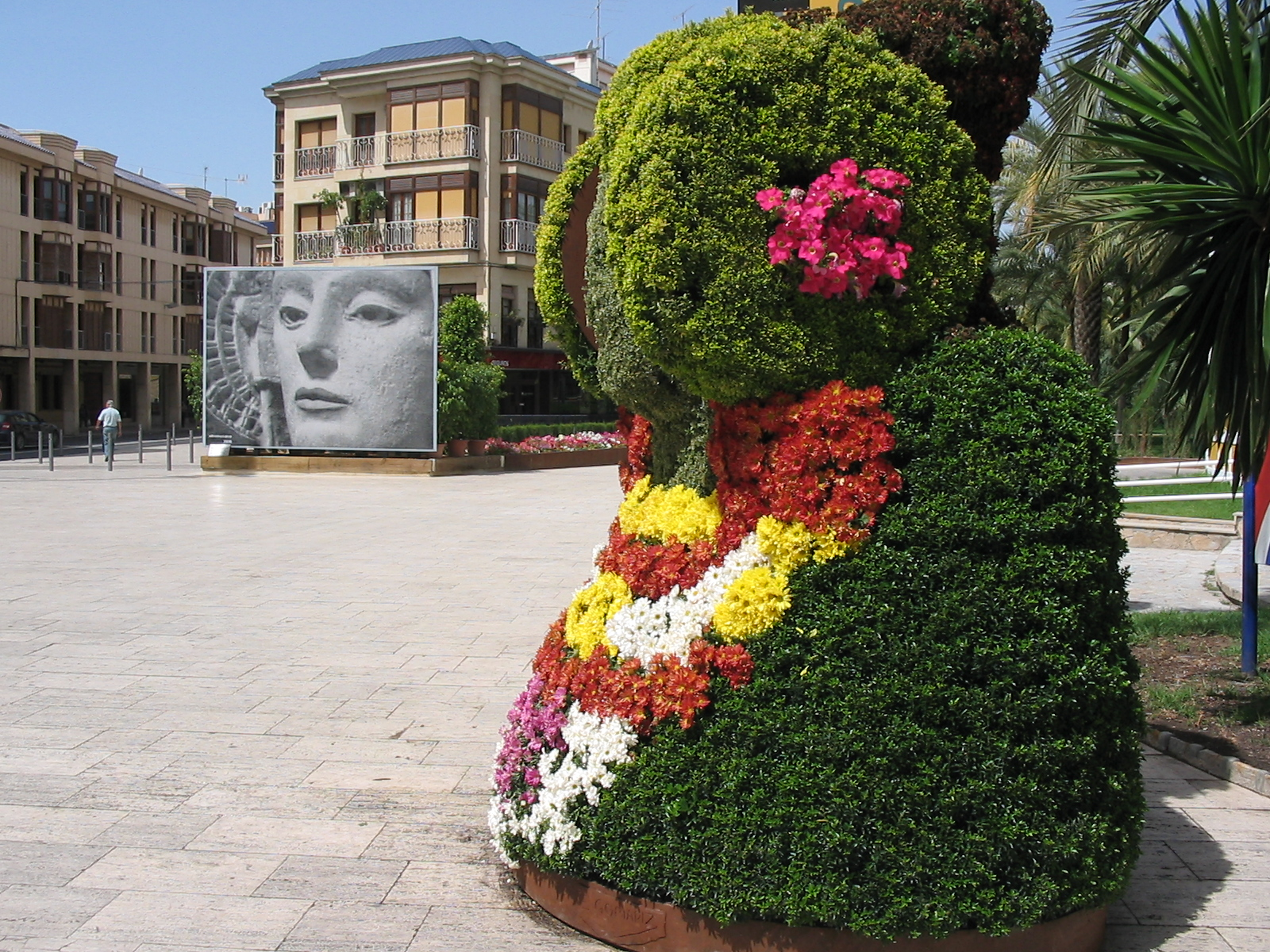
Una de las réplicas de la Dama repartidas por Elche, conocida como Dama Floral, del escultor ilicitano Manu Gomariz, junto a un vitromosaico de su rostro, en 2006

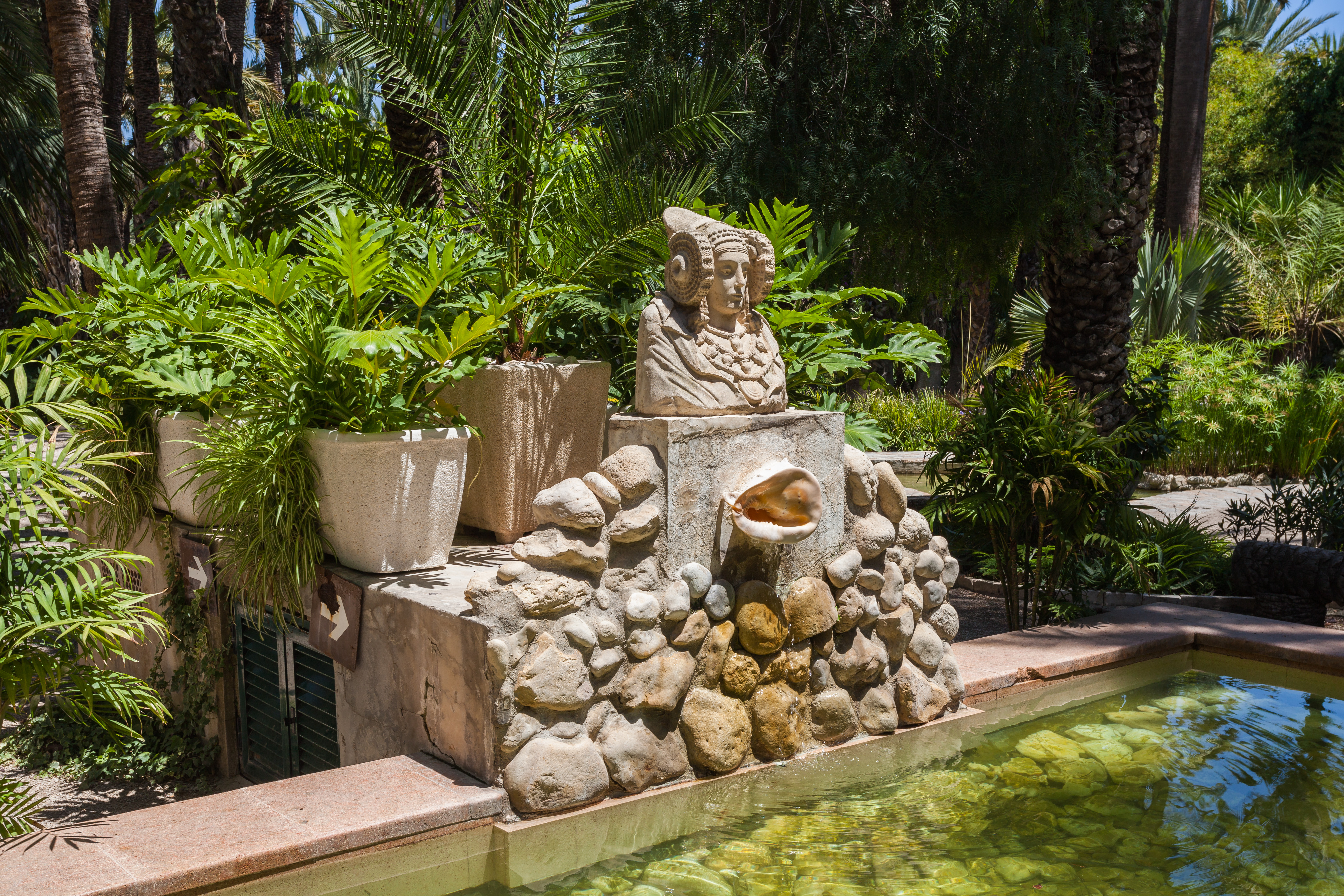
Réplica de la Dama en el Huerto del Cura de Elche

El 19 de enero de 2006, la Ministra de Cultura de España, Carmen Calvo, hizo pública la decisión de ceder temporalmente la Dama a su ciudad de origen; desde ese momento se inició un proceso que culminó el 18 de mayo de 2006, en que la Dama presidió la inauguración del Museo Arqueológico y de Historia de Elche, en el Palacio de Altamira, y la exposición «De Ilici a Elx, 2500 años de historia» que tuvo lugar en distintas sedes de la ciudad.

## Descripción y simbolismo
Como cualquier otro hallazgo arqueológico excepcional, la Dama de Elche presenta algunos aspectos relacionados con la identidad, forma originaria, función, influencias, lugar y momento de realización de difícil interpretación. A ellos habría que añadir, además, que carece de contexto.
Procedencia
Desde el hallazgo de la pieza en 1897, distintos estudiosos expusieron su teoría sobre la procedencia de la Dama. El mundo ibérico prerromano era en general desconocido por lo que la dualidad entre lo griego y lo orientalizante estuvo presente en teorías como las de León Heuzey (1897) o Pierre Paris (1910), que consideraron la pieza de estilo grecoasiático pero de factura peninsular. Otros, como P. Ibarra (1897), la consideraron grecofenicia o hispana de artista griego, y otros llegaron a estudiarla comparando sus medidas con las de un Apolo de época clásica.

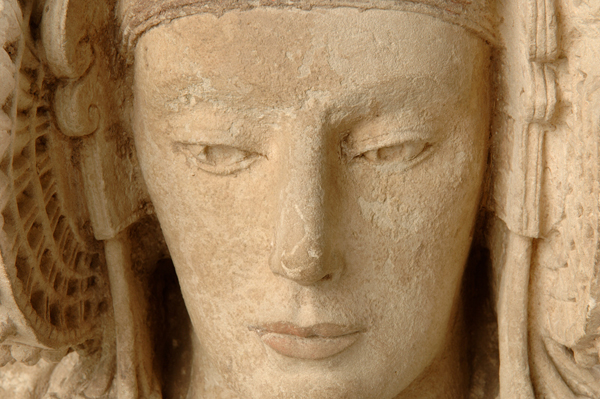
Detalle del rostro

Los rasgos de su rostro recuerdan a la escultura griega pero, dado que esos cánones se repetían automáticamente, no debió de existir una influencia griega tan directa. Algunos detalles, como los rodetes o moños laterales, se asemejan a modelos griegos, pero son frecuentes en casi todo el Mediterráneo y su difusión fue protagonizada a cargo de púnicos y cartagineses. La influencia púnica también se aprecia en los collares de cuentas gallonadas de los que cuelgan anforillas, que fueron frecuentes en ambientes orientalizantes del Mediterráneo en los siglos IV-III a. C., y en los collares que, como el tercero, presentan colgantes en forma de lengüeta. Ambos tipos de colgantes aparecen en la escultura ibérica en torno al siglo IV a. C..
Otros detalles, como la fíbula, de tipo anular hispánico, sitúan a la pieza en un ambiente hispano y la datan en torno a los siglos V-IV a. C.. Asimismo, la mitra, el adorno interior de los rodetes a base de una palmeta y los colgantes son frecuentes en el ámbito celtibérico de la Meseta en la misma época.
Técnica
Al igual que las influencias estilísticas de la pieza, la ejecución de la misma también es diversa. La perfección del rostro, comparable a la escultura griega clásica, contrasta con deficiencias en el modelado del volumen y las formas anatómicas, en la línea de otras damas ibéricas; así, por ejemplo, los ropajes angulosos y los pliegues geométricos y rígidos la asemejan a la dama oferente del Cerro de los Santos.
Las marcas de talla sobre la pieza, tallada en piedra caliza, son escasas y se limitan a zonas poco visibles, por lo que es difícil saber cómo se esculpió. Hay huellas de alcotana o azuela en la base y cortes de cincel en la cavidad dorsal y la barbilla, en los pliegues del manto, el rostro y los rodetes. Otro cincel más fino se utilizó en las ínfulas y otro, golpeado con una maceta, en los detalles de los rodetes. En los ojos y la boca, así como en los pliegues del manto, se utilizó la media caña. Toda la superficie fue pulida y repasada. Además, la pieza presenta algunos golpes de alcotana fruto del momento de su descubrimiento.
Forma originaria

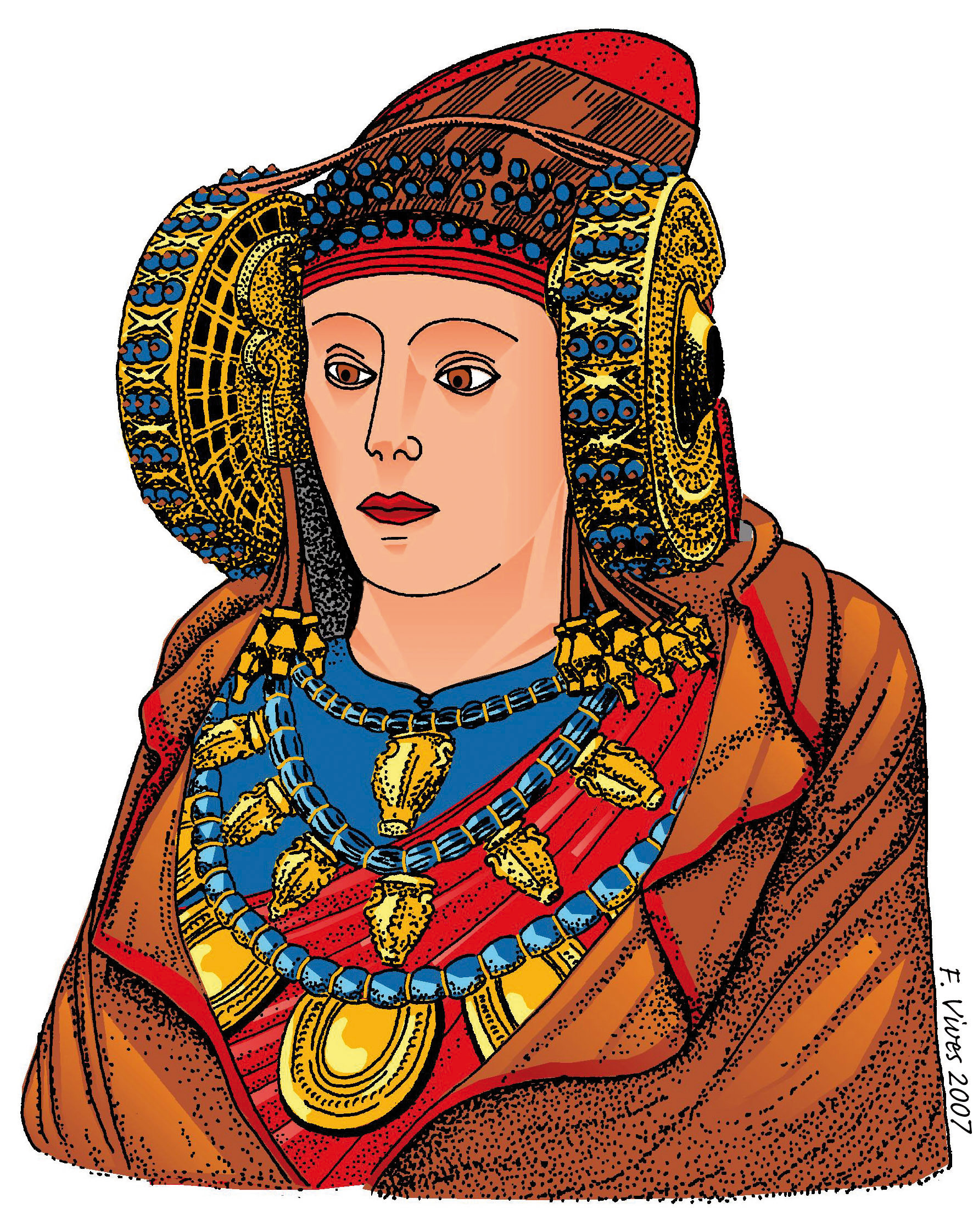
Reconstrucción hipotética de la policromía según Francisco Vives

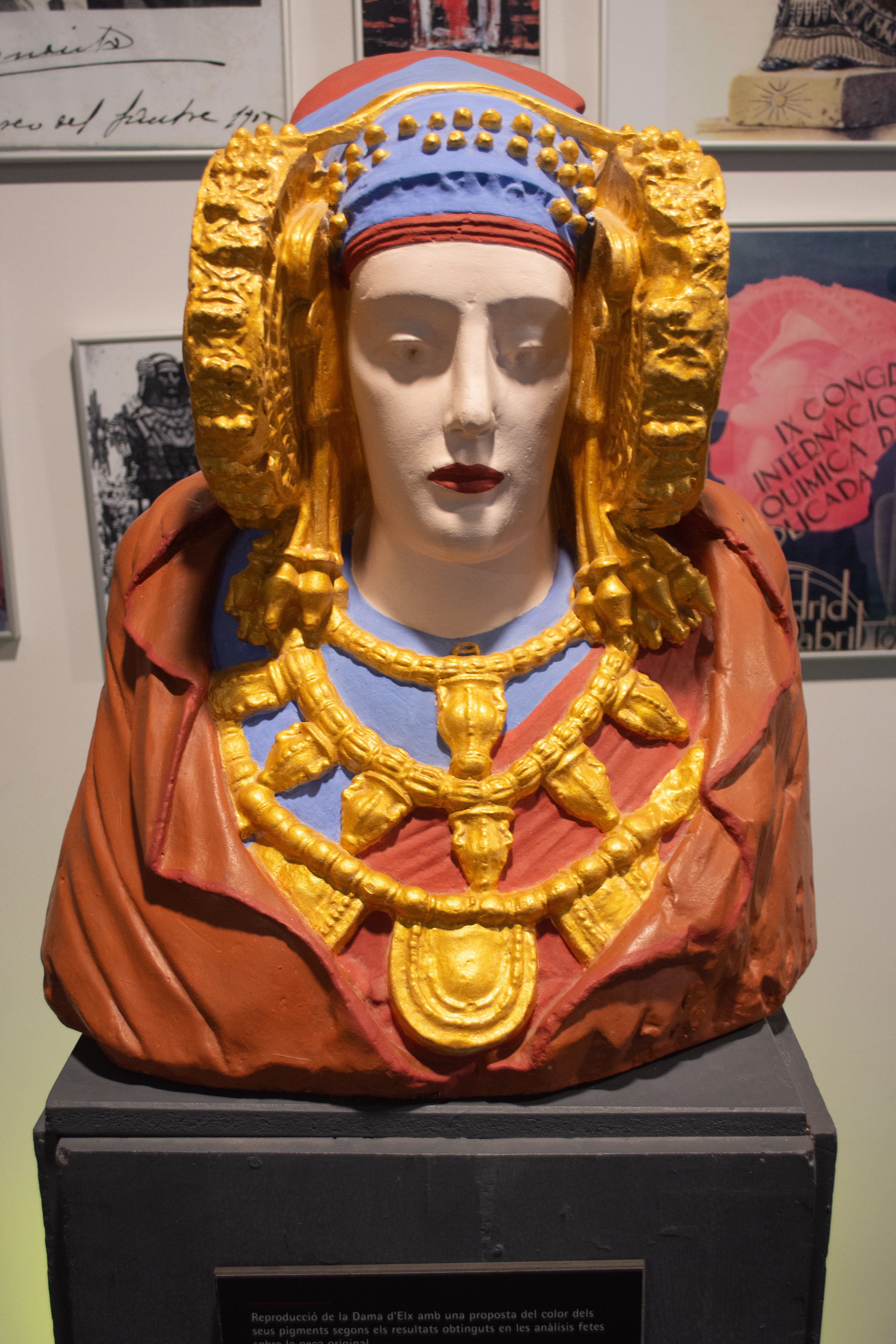
Reproducción policromada de la Dama de Elche. Museo Monográfico de La Alcudia (Elche)

El aspecto originario de la escultura ha sido fruto de debate. Respecto a la teoría de que, en origen, fuera un busto, los argumentos para rechazarla se basaban en la ausencia de un remate basal y en la inexistencia de bustos en el arte ibérico. Sin embargo, existen esculturas de bustos ibéricas y la ausencia de basa es frecuente, por ejemplo, en las obras del Cerro de los Santos. Además, en el Mediterráneo existe la tradición de esculturas de bustos o prótomos, en terracota o piedra, por lo que no sería raro que la Dama hubiera sido siempre un busto.
Por el contrario, otra teoría propone una figura de cuerpo completo, que habría sido seccionada a la altura del pecho y en origen sería sedente o de pie, tipos escultóricos frecuentes en el arte ibérico. Esta teoría se remonta al momento del descubrimiento cuando, por ejemplo, Pierre Paris indicó la posibilidad de que estuviera fragmentada. Pese a que nunca se conocerá su forma original, ambas posturas no son excluyentes y así algunos autores proponen que en un determinado momento, y quizás vinculado a un cambio de función y significado, la escultura fue seccionada.
Respecto a su aspecto físico, los restos de policromía, la descripción de los colores que hizo su descubridor y la policromía en otras esculturas ibéricas permiten asegurar que la Dama de Elche estuvo policromada. Así mismo, los huecos de los ojos tendrían incrustaciones de pasta vítrea o piedras.
Función

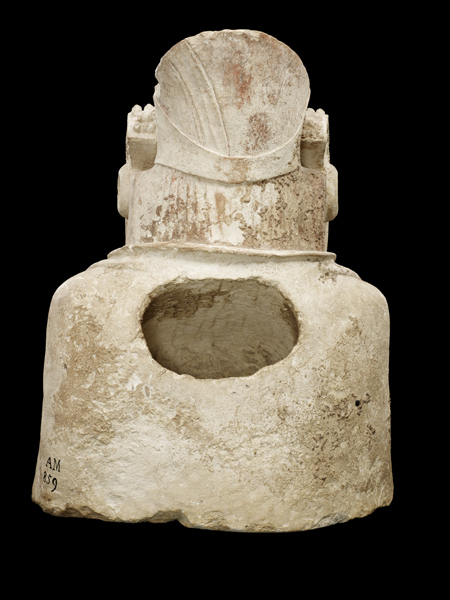
Vista posterior

Ya en el momento de su descubrimiento, Ibarra sugería el uso de la cavidad dorsal en relación con un supuesto oráculo. A partir de 1971, tras el descubrimiento de la Dama de Baza y otras esculturas, cuyas cavidades contenían restos de la cremación de un cadáver, se planteó que la cavidad de la Dama tendría la misma función y, por tanto, la escultura tendría un uso funerario. 
En 2011 María Pilar Luxán analizó micropartículas del hueco posterior de la pieza con técnicas de microscopía electrónica y espectrometría dispersiva de rayos X, entre otras. Dedujo que pertenecen a cenizas de huesos humanos, las comparó con las de la época ibérica y concluyó que la pieza fue utilizada como urna cineraria en época ibérica.
Otra hipótesis, planteada en su momento por Hubner, es que la cavidad sirviese para insertar un machón y así ser posible su sujeción a la pared de un templo, pero el peso de la pieza hace inviable tal función. La tercera hipótesis planteada fue que serviría como contenedor de reliquias.
Las lajas de piedra que la rodeaban indican que hubo voluntad de preservar la escultura, lo cual podría interpretarse como una ocultación intencionada, aunque por motivos desconocidos.
Identidad

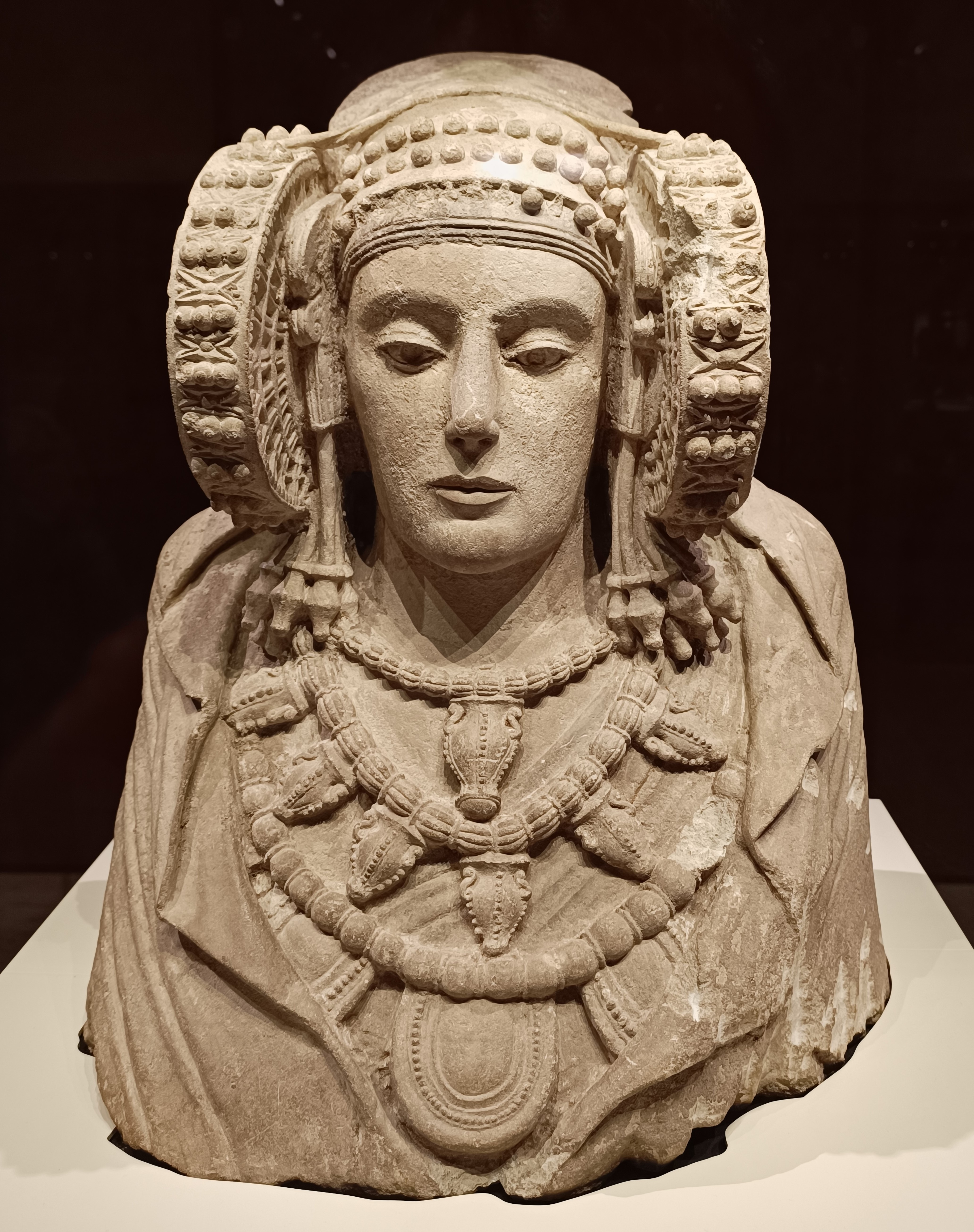
Vista frontal

Desde el momento de su descubrimiento hubo controversias en relación con cuál era el sexo de la figura representada; así Ibarra la identificó con un varón mientras que Paris, Hubner o Heuzey la identificaron con una mujer, postura aceptada de forma general en la actualidad. Los rasgos del rostro, además de idealizados, son estereotipados, al igual que ocurre en la escultura etrusca o griega arcaica. Sin embargo, algunos autores, como García Bellido, opinan que se trata de un retrato, en concreto el de una difunta.
Respecto a su carácter, es posible que quisieran representar a una divinidad pero se basaran en una persona real, en un modelo humano. Si, por tanto, la escultura tuviera un carácter divino, se puede identificar con una diosa de la fecundidad, representada como diosa madre entronizada al estilo de Cibeles, Isis o Ceres, o bien como Juno. Ibarra la identificó con Apolo o con algún dios local de carácter salutífero.
Por el contrario, si tuviera un carácter humano, la abundancia de joyas y adornos podría indicar que se trata de la representación de algún personaje regio o de la nobleza local, o bien que se trata de una sacerdotisa o una oferente, al igual que otras damas ibéricas. Otra teoría, de M. Fernández, señala que podría ser la representación de una novia debido a su gesto y a la riqueza de las joyas.
Datación

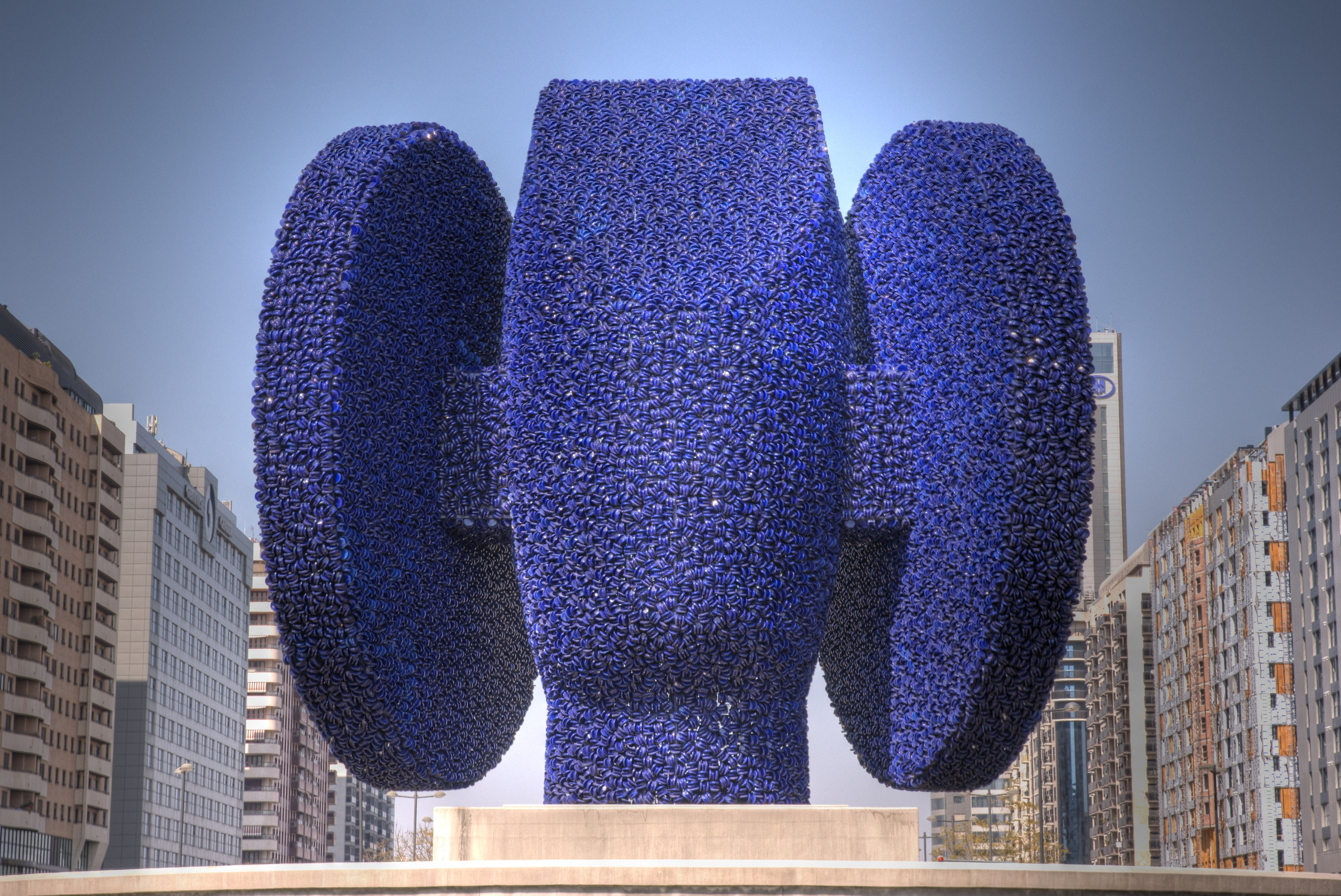
La Dama Ibérica, de Manolo Valdés, ubicada en una rotonda de la Avenida de las Cortes Valencianas, en Valencia

La datación de la pieza ha sido discutida desde el momento de su descubrimiento y las distintas teorías han propuesto fechas desde el siglo V a. C. hasta el I a. C. pero a partir del análisis formal, tipológico y estilístico, la pieza se sitúa en un periodo comprendido entre los siglos V y IV a. C..
Así mismo, se han dado distintas opiniones especulando sobre la posibilidad de que no fuera antigua sino un fraude moderno. En 1995 Karen D. Vitelli y John F. Moffitt publicaron Art Forgery: The Case of the Lady of Elche, donde argumentaron que la pieza era falsa y había sido realizada en 1896-97. Sin embargo, el análisis de su policromía realizado en 2005 por el equipo de María Pilar Luxán, del CSIC, evidenció la antigüedad del pigmento y la estructura de las capas de imprimación y pigmentación, así como el proceso de su pérdida por disolución y recristalización del mortero de yeso que se preparó para recibir el color.